# Sphingobacterium psychroaquaticum
Espèce
Sphingobacterium psychroaquaticum est une bactérie à Gram négatif psychrophile découverte en 2013 dans le lac Michigan dans le Wisconsin aux États-Unis. Elle appartient au genre Sphingobacterium du phylum des Bacteroidota et la souche-type est dénommée MOL-1 (DSM 22418).

## Historique
La souche MOL-1, souche-type de cette espèce Sphingobacterium psychroaquaticum a été isolée aux États-Unis, dans le lac Michigan,.

## Taxonomie

### Étymologie
Le nom de genre Sphingobacterium provient du néolatin sphingosinum (issu du grec sphingos, "de sphinx" et du suffixe -ine), qui se rapporte à la sphingosine, et du latin bacterium, "bâtonnet", qui désigne par extension une bactérie ; ainsi le nom complet désigne une bactérie contenant de la sphingosine. Le nom d'espèce psychroaquaticum provient de l'adjectif grec psychros, "froid", et de l'adjectif latin aquaticus, -a, -um, "vivant ou grandissant dans ou près de l'eau" ; ainsi le nom complet désigne une bactérie aquatique et psychrophile. 

## Morphologie et physiologie
Les cellules de Sphingobacterium psychroaquaticum ont une forme de bâtonnet court de proportions d'environ 2-3 {\displaystyle \times } 1 µm, qu'on retrouve en cellules individuelles ou en paires, possédant une certaine motilité. Les colonies étalées en milieu de culture PCA affichent une légère couleur jaune terne et apparaissent opaques avec une consistance légèrement visqueuse ; par ailleurs, elles peuvent facilement croître sur des milieux divers tels le R2A et le TSA. Les auteurs ne mentionnent pas d'optimum de température et pH mais signalent que les souches poussent entre 5 et 37 °C et à une salinité préférentielle de entre 0 et 4,5%.  
Cette bactérie se nourrit de sucres (ribose, xylose, sucrose, fructose, arabinose...), hydrolyse la gélatine et peut utiliser le propionate et le citrate, mais faiblement. La consommation des sucres en aérobiose produit des acides carboxyliques.  

## Génome
Le clade phylogénétique le plus proche de Sphingobacterium psychroaquaticum est celui de l'espèce Sphingobacterium shayense. La bactérie possède un total de 4 506 110 paires de bases ainsi que 3 849 gènes.
Le taux de GC de cette bactérie est d'environ 40%.